# Цимбалист, Ефрем Александрович
Ефре́м Алекса́ндрович (Ефро́им Аро́нович) Цимбали́ст (28 марта (9 апреля) 1889, Ростов-на-Дону — 22 февраля 1985, Рино, Невада, США) — русский и американский скрипач, композитор и педагог.

## Биография
Ефроим Цимбалист родился 28 марта (по старому стилю) 1889 года в Ростове-на-Дону, в семье музыканта — профессионального скрипача, дирижёра Ростовского оперного театра Бенциона-Арона Ицковича Цимбалиста (1865—1931) и его жены Мариам (Марии) Лейбовны Литвиновой (1869—1951); от отца, также уроженца Ростова-на-Дону, получил свои первые уроки музыки. Семья жила на Темерницкой улице, № 111, вместе с родителями отца — Ицкой Шлёмовичем Цимбалистом (1823—?) и Рахилью-Леей Цимбалист (1831—?), которые поселились в Ростове-на-Дону в 1858 году.
В 1901 году поступил в Петербургскую консерваторию в класс Леопольда Ауэра и блестяще окончил её в 1907 году, получив Большую золотую медаль и Рубинштейновскую премию. В том же году Цимбалист впервые выступил за границей — в Берлине и Лондоне. Настоящее мировое признание пришло к музыканту в 1910 году, когда он исполнил в Лейпциге Концерт П. И. Чайковского с оркестром под управлением Артура Никиша. Год спустя скрипач дебютировал в США, сыграв в Бостоне Концерт Глазунова. Успех, сопутствовавший этому концерту, и одобрительный приём публики и критиков подвигли Цимбалиста на решение остаться в США. В 1914 году он женился на оперной певице Альме Глюк и часто выступал с ней в концертах.
С 1928 года Цимбалист преподавал в Кёртисовском институте музыки, а с 1941 по 1968 год был его директором. В последующие десятилетия Цимбалист активно выступал с концертами во многих странах, в том числе в СССР (1934 и 1935).
Среди учеников Цимбалиста — Оскар Шумский и Норман Кэрол. По мнению Д. Ойстраха, Цимбалист оказал «огромное влияние на исполнительское искусство этой страны [США], создав, по существу, скрипичную школу, широко известную теперь во всём мире».
В 1949 году скрипач заявил об окончании своей исполнительской карьеры и дал прощальный концерт в Нью-Йорке, однако три года спустя, к радости публики, вернулся на концертную сцену, исполнив посвящённый ему Концерт Джанкарло Менотти. В последующие годы Цимбалист ещё несколько раз выступил публично, в 1958—1970 гг. был членом жюри первых четырёх Конкурсов имени Чайковского в Москве.

## Творчество
Цимбалист — один из наиболее известных (наряду с Мишей Эльманом и Яшей Хейфецем) представителей скрипичной школы Леопольда Ауэра. Игра музыканта отличалась глубиной проникновения в стиль произведения, благородством звучания инструмента, сдержанными темпами. Несмотря на отсутствие излишней показной «виртуозности», техническое мастерство скрипача было на высоте, что ярко проявлялось при исполнении им музыки Никколо Паганини.
Музыкант осуществил проект, в рамках которого дал пять серий концертов, охвативших основные сочинения скрипичного репертуара за четыреста лет. Среди его собственных сочинений — опера «Ландара» (1956), симфоническая поэма «Портрет артиста» (1945), концерты, камерные ансамбли и многочисленные произведения для скрипки — фантазии на темы опер «Кармен» и «Золотой петушок», «Сарасатеана» и ряд других.

## Семья
Сын и внучка Ефрема Цимбалиста — Ефрем Цимбалист — младший и Стефани Цимбалист — стали известными киноактёрами.